# ミーナの行進
『ミーナの行進』（ミーナのこうしん）は、日本の小説家小川洋子による小説である。
『読売新聞』2005年2月12日から同年12月24日にかけて、毎週土曜日に計46回にわたって連載された。本作は、著者の小川にとって初めての新聞連載小説である。
単行本は、2006年4月に中央公論新社より刊行された。単行本の装幀および挿画は、寺田順三による。同年、第42回谷崎潤一郎賞を受賞している。2007年、第4回本屋大賞で7位に入賞している。文庫版は、2009年6月25日に中公文庫より刊行された。
著者の小川は、連載終了後、「単なる語り手のはずだった従姉の朋子は、驚くべき成長を遂げたし、ミーナ自身も、私がつけていた見当よりもずっと遠くまで行進していった」と述べている。

## あらすじ
朋子は、12歳のとき、ミュンヘンオリンピックの年でもある1972年の春、阪急電鉄の芦屋川駅の北西、芦屋川の支流である高座川沿いの山の手に建つ伯父の屋敷を訪れ、それからおよそ1年間、そこで過ごした。
屋敷は、伯父の父親が、ラジウム入りの清涼飲料水「フレッシー」の販売で成功を収めたことによって建てられたもので、1500坪の敷地面積を有するスパニッシュ様式の洋館であった。屋敷では、ポチ子と名付けられたコビトカバがペットとして飼われていた。朋子の1つ年下の従妹であり、ドイツ人の血が流れているミーナは、喘息を患っていた。
ミーナは朋子を実の姉のようにしたい、それぞれフレッシーの配達員や図書館司書にただ想いを寄せる。朋子は、伯父さんの愛人の住所を突き止めるが特に何もすることなく、ミーナの体調は一人で学校に通えるまでに快復する。

## 主な登場人物
朋子
語り手。
伯父
飲料水会社の社長。
ミーナ
本名は美奈子。朋子の1つ年下の従妹。ドイツ人の血が流れている。
ローザ
伯父の母。

## 書評
小説家の井上ひさしは、表層的には「能天気で御都合主義めいた物語」に見えるところだが、「正確な読みに徹した読者なら、これが小説による小説潰しの反小説であり、物語による物語の関節外しの実験であり、それでいて、よくできた小説でもあると思い中（あた）って溜息をつくにちがいない」と評している。すなわち、よくある設定から始まるので、「私」がいじめられ、集めたマッチで火事になり、あこがれの青年たちとの恋が始まり、「私」が愛人のことでおじさんに意見し、病弱なミーナがついに死ぬだろうと期待すると、その「物語の関節」を外しつつ話が進むからである。にもかかわらず「読後の印象はまことにさわやかである」のは、「芦屋での生活が「私」には奇蹟の時間であり、じつはこのような奇蹟の時間がどんな人間の人生にもあるのだと、作者が堅く信じているところ」にあるに違いないと推測している。
本の雑誌社によるサイト「WEB本の雑誌」には、「この本には、ちいさくていとしいものが、ぎゅっとつまっている。なんでもない一瞬のうつくしさが、やわらかな言葉できりとられて、ひたひたと心にしみこんでいくようだ」「たくさんの幸せとその裏に見え隠れする切ないエピソードがたっぷり詰まった、家族の〈欠けることのない〉物語」とする書評が掲載されている。